# Дуброво (Зав'яловський район)
Ду́брово (рос. Дуброво) — присілок в Зав'яловському районі Удмуртії, Росія.
Знаходиться на обох берегах річки Гольянка, правій притоці річки Кама, на захід від присілка Гольяни.

## Населення
Населення — 53 особи (2010; 46 в 2002).
Національний склад станом на 2002 рік:
- росіяни — 96 %

## Історія
Присілок засноване в 1703 році як Гольянська Дуброва переселенцями-росіянами із сусідніх Гольянів. Тут була своя школа, 3 водяних млини. За даними 1928 року в селі проживало 391 особа.

## Урбаноніми[5]
- вулиці — Велика, Джерельна, Зарічна, Лісова, Центральна